# Mizuho Sakaguchi
Mizuho Sakaguchi (阪口 夢穂, 15 d'octubre de 1987) és una futbolista japonesa.

## Selecció del Japó
Va debutar amb la selecció del Japó el 2006. Va disputar 124 partits amb la selecció del Japó. Ha disputat Copa del Món de 2007, 2011, 2015, 2019, Jocs Olímpics d'estiu de 2008 i 2012.

## Estadístiques
| Selecció del Japó | Selecció del Japó | Selecció del Japó |
| Anys              | Partits           | Gols              |
| ----------------- | ----------------- | ----------------- |
| 2006              | 7                 | 10                |
| 2007              | 5                 | 3                 |
| 2008              | 17                | 1                 |
| 2009              | 0                 | 0                 |
| 2010              | 4                 | 1                 |
| 2011              | 14                | 1                 |
| 2012              | 14                | 1                 |
| 2013              | 7                 | 1                 |
| 2014              | 17                | 8                 |
| 2015              | 12                | 2                 |
| 2016              | 6                 | 0                 |
| 2017              | 13                | 0                 |
| 2018              | 8                 | 1                 |
| Total             | 124               | 29                |